# Chironomus atrifurea
Chironomus atrifurea är en tvåvingeart som först beskrevs av Jean-Jacques Kieffer 1911.  Chironomus atrifurea ingår i släktet Chironomus och familjen fjädermyggor. Inga underarter finns listade i Catalogue of Life.